# Esmé Stewart (3e duc de Lennox)
Esmé (II) Stewart, 3e duc de Lennox (1579 - 30 juillet 1624), seigneur du manoir de Cobham, Kent, est un noble écossais et par leurs lignées paternelles est un cousin du roi Jacques VI d'Écosse et Ier d'Angleterre. Il est un mécène du dramaturge Ben Jonson qui a vécu dans sa maison pendant cinq ans.

## Biographie
Il est le fils cadet d'Esmé (Ier) Stuart (1er duc de Lennox) (1542-1583), un Français d'ascendance écossaise (issu de John Stuart de Darnley), favori du roi Jacques VI d'Écosse et cousin germain du père dudit roi Jacques (Henry Stuart, Lord Darnley), et de son épouse Catherine de Balsac (décédée après 1630), fille de Guillaume de Balsac, Sieur d'Entragues, par son épouse Louise d'Humières.
À la mort de son frère aîné sans enfant Ludovic Stewart (2e duc de Lennox), 1er duc de Richmond (1574-1624), il hérite de leur titre paternel de duc de Lennox, le duc de Richmond s'étant éteint. Il est alors déjà comte de March et baron Clifton de Leighton Bromswold (dans la pairie d'Angleterre) (1619) ainsi que 8e seigneur d'Aubigny en France.
Le 9 février 1608, il se produit dans le masque The Hue and Cry After Cupid au Palais de Whitehall en signe du zodiaque, pour célébrer le mariage de John Ramsay, vicomte Haddington avec Elizabeth Radclyffe.

## Mariage et enfants
En 1609, il épouse Katherine Clifton, 2e baronne Clifton, dont il a onze enfants, cousins au troisième degré du roi Charles Ier, pour qui beaucoup d'entre eux se sont battus et sont morts pendant la guerre civile :

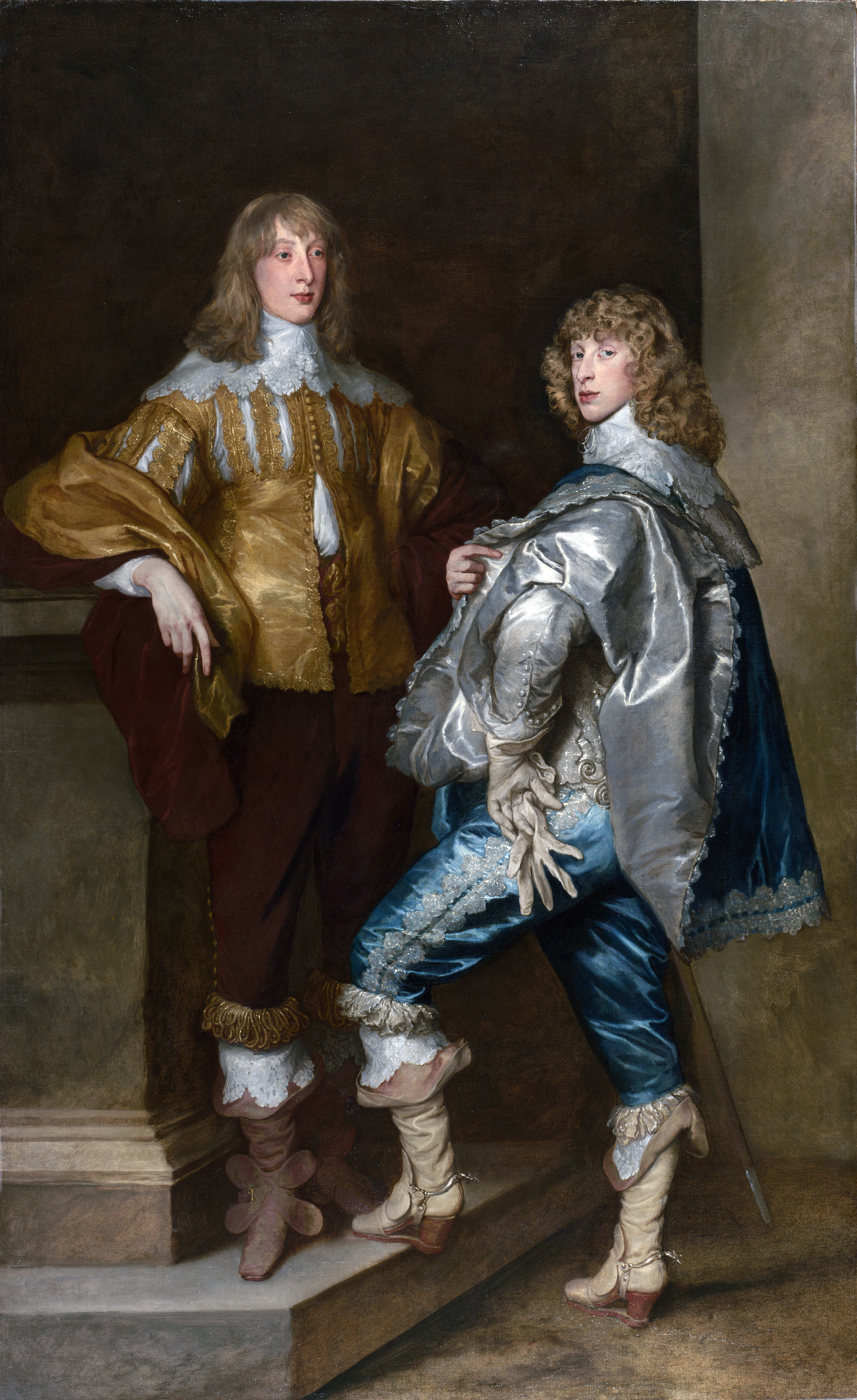
Deux des plus jeunes fils du 3e duc de Richmond, qui, avec leur frère aîné Lord George Stewart, sont morts pendant la guerre civile en soutenant la cause royaliste, à gauche : Lord John Stewart (1621-1644), décédé à l'âge de 23 ans et à droite : Lord Bernard Stewart (1623-1645), décédé à l'âge de 22 ans. Lord John Stuart et son frère, Lord Bernard Stuart, v. 1638, par Antoine van Dyck, National Gallery, Londres

- Elizabeth Stewart (1610 - 1674), qui épouse Henry Howard (15e comte d'Arundel)
- James Stewart, 4e duc de Lennox, 1er duc de Richmond (1612 - 1655), fils aîné et héritier. Il réside à Cobham Hall dans le Kent (accordé en 1606 à son oncle Ludovic Stewart, 2e duc de Lennox, 1er duc de Richmond (1574-1624), par son cousin germain le roi Jacques Ier) et sert comme Gouverneur des Cinq-Ports, basé au château de Douvres dans le Kent
- Anne Stewart (1614 - 1646), qui épouse Archibald Douglas (1er comte d'Ormond)
- Henry Stewart, 9e seigneur d'Aubigny (1616 - 1632). Il étudie dans la ville de Bourges (capitale de l'ancienne province du Berry, dans laquelle est située Aubigny) et plus tard à Paris, puis visite Venise avec l'homme d'État Richard Weston (1er comte de Portland) (père du mari de sa sœur) où il décédé à l'âge de 17 ans et enterré dans l'église de Santi Giovanni e Paolo, Venise [2]
- Francis Stewart (1616 - 1617), mort en bas âge ;
- Frances Stewart (1617 - 1694), qui épouse Jerome Weston, 2e comte de Portland
- George Stewart, 9e seigneur d'Aubigny (1618 - 1642), tué à l'âge de 24 ans en combattant pour la cause royaliste pendant la guerre civile anglaise. Il épouse Katherine Howard (d.1650), une fille de Theophilus Howard (2e comte de Suffolk), avec qui il a Charles Stewart (3e duc de Richmond) (1638-1672), de Cobham Hall et de Richmond House à Londres, le dernier de la lignée masculine des Stewarts d'Aubigny, qui est l'héritier de son cousin germain Esmé Stuart, 2e duc de Richmond, 5e duc de Lennox (1649-1660), fils et héritier de James Stuart (1er duc de Richmond) (1612-1655) ci-dessus, de Cobham Hall ;
- Margaret Stewart (1618 - 1618), décédée jeune
- Ludovic Stewart, 10e seigneur d'Aubigny (1619 - 1665), qui peu avant sa mort devient cardinal
- John Stewart (1621 - 1644) tué à l'âge de 23 ans, célibataire, combattant pour la cause royaliste dans la guerre civile anglaise
- Bernard Stewart (1623 - 1645) tué à l'âge de 22 ans, célibataire, combattant pour la cause royaliste dans la guerre civile anglaise. Pour ses services de guerre, il devait être créé comte de Lichfield, mais meurt avant l'achèvement des formalités, et le titre est attribué à son neveu Charles Stewart (1638-1672), plus tard 3e duc de Richmond, 6e duc de Lennox.

Il meurt le 30 juillet 1624 à Kirby Hall de la « fièvre tachetée » . Il est enterré, le 6 août 1624, dans l'abbaye de Westminster  dans la voûte de Richmond dans la chapelle absidale sud-est de la chapelle du roi Henri VII  (lui-même autrefois comte de Richmond).